# Cucullia consimilis
Cucullia consimilis är en fjärilsart som beskrevs av Felder 1874. Cucullia consimilis ingår i släktet Cucullia och familjen nattflyn. Inga underarter finns listade i Catalogue of Life.